# 季博文
季博文（2002年2月22日—），中国男子皮划艇运动员，2022年世界皮划艇竞速锦标赛男子双人划艇1000米金牌得主和男子双人划艇500米铜牌得主、2023年世界皮划艇竞速锦标赛男子双人划艇500米银牌得主。